# William Jeffrey
William « Bill » Jeffrey (né le 3 août 1892 à Édimbourg en Écosse et mort le 7 janvier 1966 à Boalsburg en Pennsylvanie) était un entraîneur de football américain d'origine écossaise.

## Biographie
Jeffrey commence très tôt à jouer au football dans son Écosse natale, mais doit arrêter de le pratiquer à la suite d'une blessure. 
Sa mère l'envoie jeune vivre chez un oncle aux États-Unis. Il commence à travailler comme mécanicien chez la Altoona Railroad Shop de la Pennsylvania Railroad. C'est là qu'il commence à entraîner l'équipe de football de la compagnie. 
En 1925, son équipe joue un match amical contre la Penn State University, ce qui lui ouvre les portes de l'université qu'il entraîne ensuite pendant 27 ans. À partir de 1932, les Nittany Lions de l'université entament une série de 65 matchs sans défaites, qui tient jusqu'en novembre 1941. En 1953, il quitte la Penn State et part pour Porto Rico où il entraîne quelques années. Le 29 septembre 1972, le stade de football de la Penn State est nommé en son honneur. Il est un membre fondateur de la NSCAA (association des entraîneurs américains de soccer), où il est le président en 1948. La Fédération des États-Unis de soccer sélectionne Jeffrey pour entraîner l'équipe des États-Unis de soccer à la coupe du monde 1950 au Brésil juste deux semaines avant la compétition, après le refus d'Erno Schwarz qui décline la proposition. Il est l’entraîneur de cette équipe, et obtient ainsi la victoire historique 1-0 contre l'équipe d'Angleterre.
Il décède en 1966 d'une attaque cardiaque.

### Hommage
Il a été intronisé, en 1976, aux États-Unis au National Soccer Hall of Fame, avec les autres membres de l'équipe de la Coupe du Monde de 1950.